# Бопиндолол
Бопиндолол — лекарственное средство, является неизбирательным b-адреноблокатором. По структуре и действию близок к пиндололу.

## Фармакологическое действие
Блокирует бета1- и бета2-адренорецепторы, обладает умеренной внутренней симпатомиметической и мембраностабилизирующей активностью. Тормозит центральную симпатическую импульсацию, уменьшает чувствительность периферических тканей к катехоламинам, подавляет секрецию ренина. Угнетает автоматизм синоатриального узла, уменьшает возникновение эктопических очагов. Понижает артериальное давление, частоту сердечных сокращений, скорость проведения возбуждения, сократимость и потребность миокарда в кислороде при физических и эмоциональных нагрузках, подавляет активность барорецепторов дуги аорты, их реакцию на понижение артериального давления. Не оказывает влияния на показатели липидного обмена.

## Фармакокинетика
При приёме внутрь быстро и полностью всасывается. Cmax достигается через 2 ч. После однократного приёма эффект сохраняется в течение 24 ч, что позволяет принимать его один раз в день.

## Показания
Применяют при артериальной гипертензии и стенокардии, аритмии.

## Противопоказания
Застойная сердечная недостаточность, лёгочное сердце, выраженная брадикардия, AV блокада II и III степени, бронхиальная астма, беременность, грудное вскармливание.

### C осторожностью
Сахарный диабет, гипертиреоз, феохромоцитома, нарушения периферического кровообращения.

### Применение при беременности и кормлении грудью
Противопоказано при беременности. На время лечения следует прекратить грудное вскармливание.

## Режим дозирования
Назначают по 1 мг в день. При необходимости увеличивают дозу до 2 мг в день, а при достижении терапевтического эффекта доза может быть уменьшена до 0,5 мг в день.

## Побочные действия
Головокружение, головная боль, слабость, брадикардия, AV блокада, бронхоспазм, аллергические реакции.

### Передозировка
Симптомы: усиление выраженности побочных явлений. 

Лечение: симптоматическая терапия: атропин (0,5-1,0 мг внутривенно) или изопреналин (внутривенная инфузия 5 мкг/мин, медленно); при отсутствии реакции или развитии сердечной недостаточности — глюкагон (8-10 мг в течение 1 ч, затем при необходимости внутривенно инфузионно 1-3 мг/ч) при постоянном наблюдении за больным.

## Взаимодействие
Усиливает кардиодепрессивное действие верапамила, гипогликемический эффект противодиабетических средств.

## Меры предосторожности
На фоне нарушений периферического кровообращения возможны парестезия, похолодание конечностей. У больных сахарным диабетом, получающих гипогликемические средства, может маскировать тахикардию, вызванную гипогликемией. При сопутствующей сердечной недостаточности до начала лечения необходимо провести терапию сердечными гликозидами. Перед оперативным вмешательством с использованием общей анестезии за 48 ч необходимо отменить бопиндолол. При феохромоцитоме не следует назначать без дополнительного введения альфа-адреноблокаторов. С осторожностью применять во время работы водителям транспортных средств и людям, профессия которых связана с повышенной концентрацией внимания.